# سوپرکاپ بین قاره‌ای ۱۹۷۰
سوپرکاپ بین قاره‌ای ۱۹۷۰ سومین دوره سوپرکاپ بین قاره‌ای بود، مسابقه‌ای بین برندگان گذشته جام بین قاره‌ای اروپا و آمریکای جنوبی برگزار می‌شد. این دوره از مسابقات قرار بود در ابتدا در سال ۱۹۷۰ برگزار شود اما بی‌علاقگی تیم‌های اروپایی به حضور در مسابقات، خصوصا بعد از اتفاقات جام بین قاره‌ای ۱۹۶۹، باعث شد که مسابقات چندین بار تا سال ۱۹۷۱ به تعویق بیفتد و سپس لغو شود.

## شرکت کنندگان
| تیم         | سال‌های قهرمانی (جام بین قاره‌ای) |
| ----------- | ------------------------------- |
| رئال مادرید | ۱۹۶۰                            |
| پنیارول     | ۱۹۶۱، ۱۹۶۶                      |
| سانتوس      | ۱۹۶۲، ۱۹۶۳                      |
| اینتر میلان | ۱۹۶۴، ۱۹۶۵                      |
| آث میلان    | ۱۹۶۹                            |
| راسینگ      | ۱۹۶۷                            |
| استودیانتس  | ۱۹۶۸                            |
| فاینورد     | ۱۹۷۰                            |

## منطقه آمریکای جنوبی
| تیم        | ب | پ | م | ش | گ‌ز | گ‌خ | ت‌گ | امتیاز |
| ---------- | - | - | - | - | -- | -- | -- | ------ |
| پنیارول    | ۰ | ۰ | ۰ | ۰ | ۰  | ۰  | ۰  | ۰      |
| سانتوس     | ۰ | ۰ | ۰ | ۰ | ۰  | ۰  | ۰  | ۰      |
| راسینگ     | ۰ | ۰ | ۰ | ۰ | ۰  | ۰  | ۰  | ۰      |
| استودیانتس | ۰ | ۰ | ۰ | ۰ | ۰  | ۰  | ۰  | ۰      |

## منطقه اروپا
| تیم         | ب | پ | م | ش | گ‌ز | گ‌خ | ت‌گ | امتیاز |
| ----------- | - | - | - | - | -- | -- | -- | ------ |
| رئال مادرید | ۰ | ۰ | ۰ | ۰ | ۰  | ۰  | ۰  | ۰      |
| اینتر میلان | ۰ | ۰ | ۰ | ۰ | ۰  | ۰  | ۰  | ۰      |
| آث میلان    | ۰ | ۰ | ۰ | ۰ | ۰  | ۰  | ۰  | ۰      |
| فاینورد     | ۰ | ۰ | ۰ | ۰ | ۰  | ۰  | ۰  | ۰      |